# Circonscription électorale de Chiba
La circonscription électorale de Chiba (千葉県選挙区, Chiba-ken senkyo-ku) est une subdivision électorale de la Chambre des conseillers du Japon, représentant la préfecture de Chiba. Six conseillers y sont élus selon la méthode du vote unique non transférable.

## Conseillers
| Série 1                           | Série 1                           | Série 1                         | Série 1                         | Série 1                   | Série 1                 | Élection                   | Série 2                              | Série 2                          | Série 2                         | Série 2                         | Série 2 | Série 2 |
| 1er (1947 : 1er, mandat de 6 ans) | 1er (1947 : 1er, mandat de 6 ans) | 2e (1947 : 2e, mandat de 6 ans) | 2e (1947 : 2e, mandat de 6 ans) | 3e                        | 3e                      | Élection                   | 1er (1947 : 3e, mandat de 3 ans)     | 1er (1947 : 3e, mandat de 3 ans) | 2e (1947 : 4e, mandat de 3 ans) | 2e (1947 : 4e, mandat de 3 ans) | 3e      | 3e      |
| --------------------------------- | --------------------------------- | ------------------------------- | ------------------------------- | ------------------------- | ----------------------- | -------------------------- | ------------------------------------ | -------------------------------- | ------------------------------- | ------------------------------- | ------- | ------- |
|                                   | Akira Ono (ja) (Ind.)             |                                 | Hisashi Yamazaki (ja) (Ind.)    | –                         | –                       | 1947                       |                                      | Yoshiaki Tamaya (ja) (PLJ)       |                                 | Ichirō Asai (ja) (PD)           | –       | –       |
| 1950                              | Akira Ono (ja) (Ind.)             |                                 | Hisashi Yamazaki (ja) (Ind.)    | –                         | –                       | Toshizō Tsuchiya (ja) (PL) |                                      | Kinsuke Kanō (ja) (PL)           |                                 |                                 | –       | –       |
| ,1950                             | Akira Ono (ja) (Ind.)             |                                 | Hisashi Yamazaki (ja) (Ind.)    | –                         | –                       | Fumie Kataoka (ja) (PSJ)   |                                      | Kinsuke Kanō (ja) (PL)           |                                 |                                 | –       | –       |
|                                   | Tamenosuke Kawaguchi (ja) (PL)    |                                 | Kan Kase (ja) (Ind.)            | –                         | –                       | Fumie Kataoka (ja) (PSJ)   | 1953                                 | Kinsuke Kanō (ja) (PL)           |                                 |                                 | –       | –       |
| ,1954                             | Tamenosuke Kawaguchi (ja) (PL)    | Shigejirō Inō (ja) (PL)         | Kan Kase (ja) (Ind.)            | –                         | –                       | Fumie Kataoka (ja) (PSJ)   |                                      |                                  |                                 |                                 | –       | –       |
| 1956                              | Tamenosuke Kawaguchi (ja) (PL)    |                                 | Kan Kase (ja) (Ind.)            | –                         | –                       | Fumie Kataoka (ja) (PSJ)   | Shigejirō Inō (PLD)                  |                                  |                                 |                                 | –       | –       |
|                                   | Kyūtarō Ozawa (ja) (PLD)          |                                 | Kan Kase (PSJ)                  | –                         | –                       | Fumie Kataoka (ja) (PSJ)   | Shigejirō Inō (PLD)                  | 1959                             |                                 |                                 | –       | –       |
| ,1960                             | Kyūtarō Ozawa (ja) (PLD)          | Yoshio Kijima (ja) (PLD)        | Kan Kase (PSJ)                  | –                         | –                       | Fumie Kataoka (ja) (PSJ)   |                                      |                                  |                                 |                                 | –       | –       |
| 1962                              | Kyūtarō Ozawa (ja) (PLD)          |                                 | Kan Kase (PSJ)                  | –                         | –                       | Yoshio Kijima (PLD         |                                      | Akio Yanaoka (ja) (PSJ)          |                                 |                                 | –       | –       |
| 1965                              | Kyūtarō Ozawa (ja) (PLD)          |                                 | Kan Kase (PSJ)                  | –                         | –                       | Yoshio Kijima (PLD         |                                      | Akio Yanaoka (ja) (PSJ)          |                                 |                                 | –       | –       |
| Gisaku Sugeno (ja) (PLD)          | 1967,                             |                                 | Kan Kase (PSJ)                  | –                         | –                       | Yoshio Kijima (PLD         |                                      | Akio Yanaoka (ja) (PSJ)          |                                 |                                 | –       | –       |
| Gisaku Sugeno (ja) (PLD)          | 1968                              |                                 | Kan Kase (PSJ)                  | –                         | –                       | Yoshio Kijima (PLD         | Ichitarō Watanabe (ja) (PLD)         |                                  |                                 |                                 | –       | –       |
|                                   | Kan Kase (PSJ)                    |                                 | Gisaku Sugeno (PLD              | –                         | –                       | Yoshio Kijima (PLD         | Ichitarō Watanabe (ja) (PLD)         | 1971                             |                                 |                                 | –       | –       |
| 1974                              | Kan Kase (PSJ)                    |                                 | Gisaku Sugeno (PLD              | –                         | –                       | Misao Akagiri (ja) (PSJ)   | Takayoshi Takahashi (ja) (PLD        |                                  |                                 |                                 | –       | –       |
|                                   | Gisaku Sugeno (PLD                |                                 | Kan Kase (PSJ)                  | –                         | –                       | Misao Akagiri (ja) (PSJ)   | Takayoshi Takahashi (ja) (PLD        | 1977                             |                                 |                                 | –       | –       |
| 1980                              | Gisaku Sugeno (PLD                |                                 | Kan Kase (PSJ)                  | –                         | –                       | Yutaka Inoue (ja) (PLD)    |                                      | Misao Akagiri (PSJ)              |                                 |                                 | –       | –       |
| Sōichi Usui (ja) (PLD)            | 1981,                             |                                 | Kan Kase (PSJ)                  | –                         | –                       | Yutaka Inoue (ja) (PLD)    |                                      | Misao Akagiri (PSJ)              |                                 |                                 | –       | –       |
|                                   | Yaeko Itohisa (ja) (PSJ)          |                                 | Hiroyuki Kurata (ja) (PLD)      | –                         | –                       | Yutaka Inoue (ja) (PLD)    | 1983                                 | Misao Akagiri (PSJ)              |                                 |                                 | –       | –       |
| 1986                              | Yaeko Itohisa (ja) (PSJ)          |                                 | Hiroyuki Kurata (ja) (PLD)      | –                         | –                       | Yutaka Inoue (ja) (PLD)    |                                      | Misao Akagiri (PSJ)              |                                 |                                 | –       | –       |
| 1989                              | Yaeko Itohisa (ja) (PSJ)          |                                 | Hiroyuki Kurata (ja) (PLD)      | –                         | –                       | Yutaka Inoue (ja) (PLD)    |                                      | Misao Akagiri (PSJ)              |                                 |                                 | –       | –       |
| 1992                              | Yaeko Itohisa (ja) (PSJ)          |                                 | Hiroyuki Kurata (ja) (PLD)      | –                         | –                       | Yutaka Inoue (ja) (PLD)    |                                      | Misao Akagiri (PSJ)              |                                 |                                 | –       | –       |
|                                   | Ryōzō Iwase (ja) (Shinshintō)     | 1995                            | Hiroyuki Kurata (ja) (PLD)      | –                         | –                       | Yutaka Inoue (ja) (PLD)    |                                      | Misao Akagiri (PSJ)              |                                 |                                 | –       | –       |
| 1998                              | Ryōzō Iwase (ja) (Shinshintō)     |                                 | Hiroyuki Kurata (ja) (PLD)      | –                         | –                       | Wakako Hironaka (Ind.)     |                                      | Yutaka Inoue (PLD)               |                                 |                                 | –       | –       |
|                                   | Hiroyuki Kurata (PLD)             |                                 | Akira Imaizumi (ja) (PDJ)       | –                         | –                       | Wakako Hironaka (Ind.)     | 2001                                 | Yutaka Inoue (PLD)               |                                 |                                 | –       | –       |
| ,2002                             | Hiroyuki Kurata (PLD)             | Kazuyasu Shiina (ja) (PLD)      | Akira Imaizumi (ja) (PDJ)       | –                         | –                       | Wakako Hironaka (Ind.)     |                                      |                                  |                                 |                                 | –       | –       |
| 2004                              | Hiroyuki Kurata (PLD)             | Kazuyasu Shiina (ja) (PLD)      | Akira Imaizumi (ja) (PDJ)       | –                         | –                       |                            | Wakako Hironaka (PDJ)                |                                  |                                 |                                 | –       | –       |
|                                   | Hiroyuki Nagahama (ja) (PDJ)      | Kazuyasu Shiina (ja) (PLD)      |                                 | Jun'ichi Ishii (ja) (PLD) |                         | Ken Kagaya (ja) (PDJ)      | Wakako Hironaka (PDJ)                | 2007                             |                                 |                                 | –       | –       |
| 2010                              | Hiroyuki Nagahama (ja) (PDJ)      | Hiroyuki Konishi (ja) (PDJ)     | Kuniko Inoguchi (PLD)           | Jun'ichi Ishii (ja) (PLD) |                         | Ken Kagaya (ja) (PDJ)      | Ken'ichi Mizuno (ja) (Parti de tous) |                                  |                                 |                                 |         |         |
|                                   | Jun'ichi Ishii (PLD)              | Hiroyuki Konishi (ja) (PDJ)     | Kuniko Inoguchi (PLD)           | Toshirō Toyoda (ja) (PLD) | Hiroyuki Nagahama (PDJ) | 2013                       | Ken'ichi Mizuno (ja) (Parti de tous) |                                  |                                 |                                 |         |         |
| 2016                              | Jun'ichi Ishii (PLD)              |                                 | Kuniko Inoguchi (PLD)           | Toshirō Toyoda (ja) (PLD) | Hiroyuki Nagahama (PDJ) | Taichirō Motoe (ja) (PLD)  |                                      | Hiroyuki Konishi (PDP)           |                                 |                                 |         |         |
|                                   | Jun'ichi Ishii (PLD)              | Hiroyuki Nagahama (PDC)         | Kuniko Inoguchi (PLD)           |                           | Toshirō Toyoda (PLD)    | Taichirō Motoe (ja) (PLD)  | 2019                                 | Hiroyuki Konishi (PDP)           |                                 |                                 |         |         |
| 2022                              | Jun'ichi Ishii (PLD)              | Hiroyuki Nagahama (PDC)         | Shōichi Usui (ja) (PLD)         | Kuniko Inoguchi (PLD)     | Toshirō Toyoda (PLD)    |                            | Hiroyuki Konishi (PDC)               |                                  |                                 |                                 |         |         |
|                                   | Sayaka Kobayashi (ja) (PDP)       | Hiroyuki Nagahama (PDC)         | Shōichi Usui (ja) (PLD)         | Kuniko Inoguchi (PLD)     | Jun'ichi Ishii (PLD)    | 2025                       | Hiroyuki Konishi (PDC)               |                                  |                                 |                                 |         |         |